# Stickstoffgruppe
| Gruppe      | 15     |
| Hauptgruppe | 5      |
| Periode     |        |
| 2           | 7 N    |
| 3           | 15 P   |
| 4           | 33 As  |
| 5           | 51 Sb  |
| 6           | 83 Bi  |
| 7           | 115 Mc |

Die 15. Gruppe des Periodensystems ist die 5. Hauptgruppe und enthält die natürlich vorkommenden Elemente Stickstoff, Phosphor, Arsen, Antimon und Bismut. Das äußerst instabile, in der Natur nicht vorkommende Transuran Moscovium, das sechste Element der Gruppe, konnte bereits mehrmals künstlich hergestellt werden. Stickstoff und Phosphor sind Nichtmetalle, Arsen und Antimon Halbmetalle und Bismut ist ein Metall.
Die Gruppe wird nach den ersten Elementen auch als Stickstoff-Gruppe oder Stickstoff-Phosphor-Gruppe bezeichnet. Die Bezeichnung Pentele (von gr. πέντε pente = fünf) wird von der IUPAC nicht mehr empfohlen.
Die von der IUPAC akzeptierten, aber ungebräuchlichen Bezeichnungen Pnictogene, Pnicogene oder Pnikogene gehen auf das griechische Wort πνίγειν zurück, was so viel wie Ersticken bedeutet.

Die Stickstoffgruppe bzw. Pnictogene
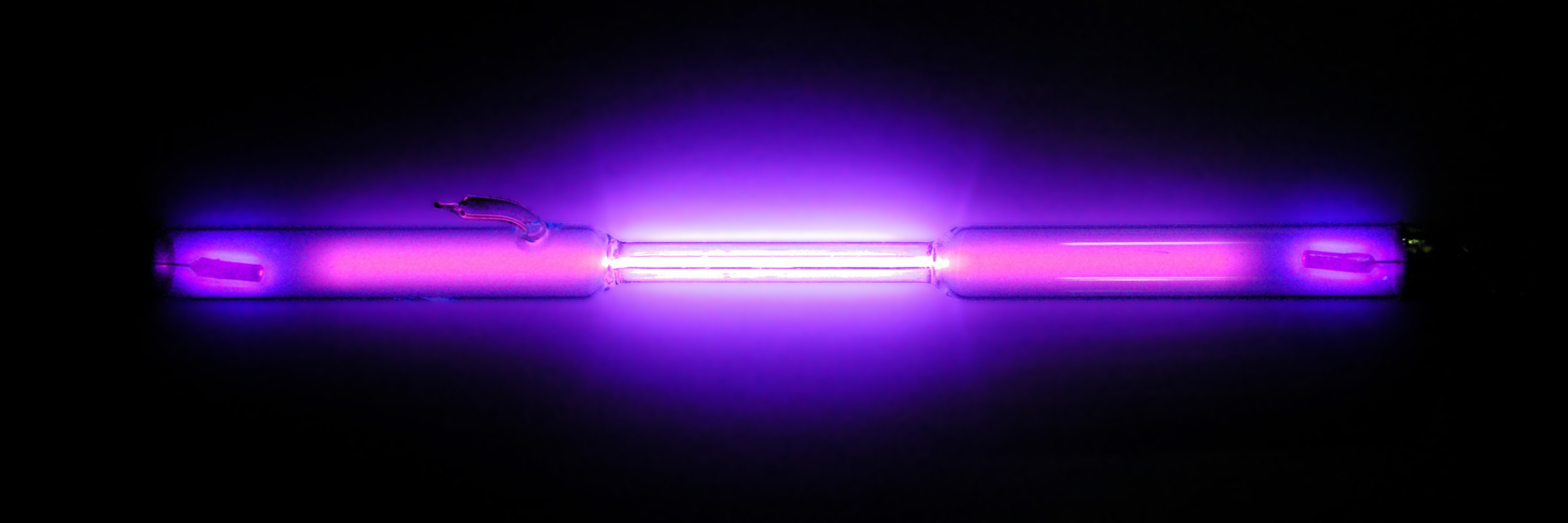
Stickstoff in einer Entladungsröhre
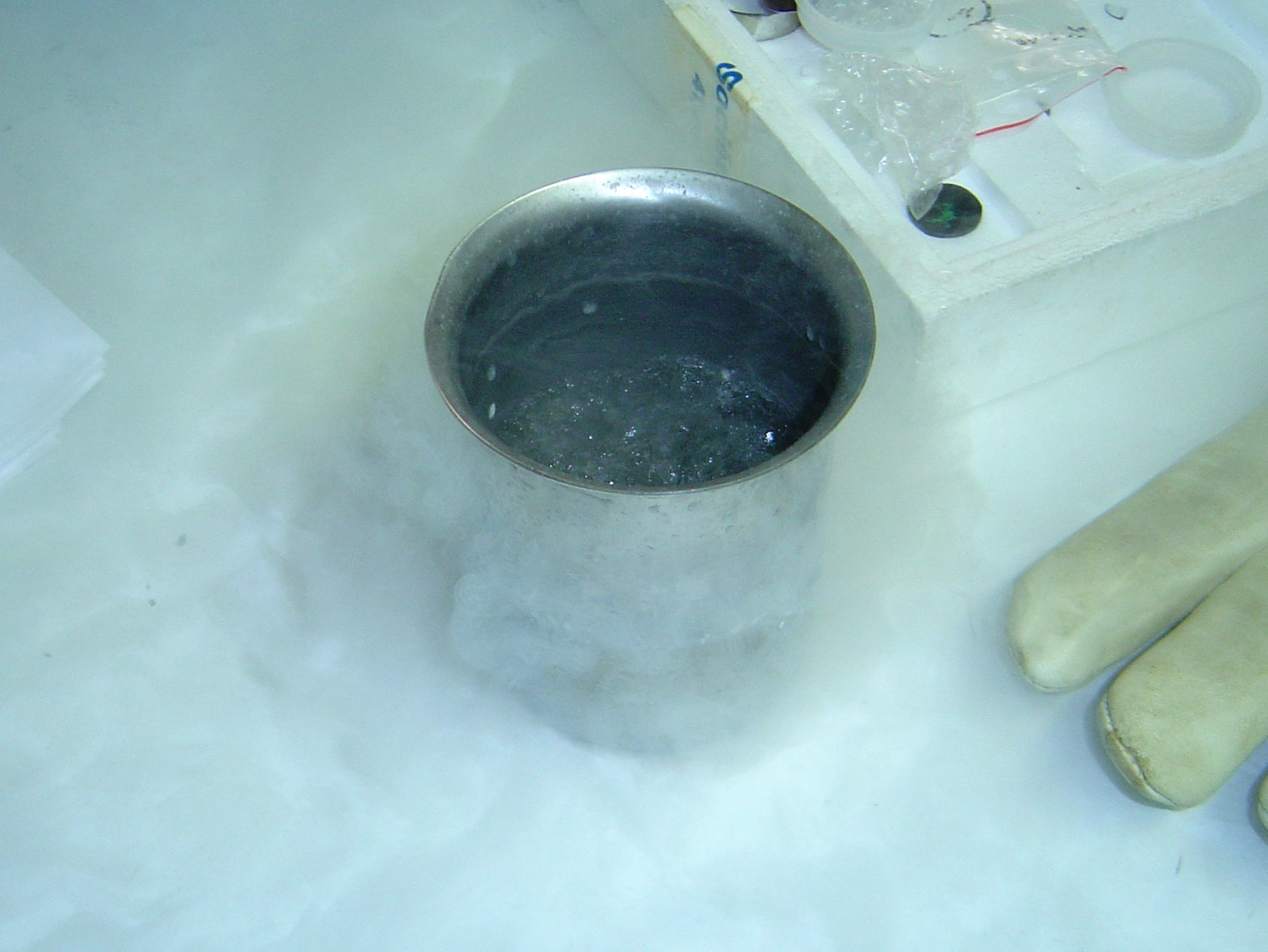
Siedend flüssiger Stickstoff in einem Metallbecher (−196 °C)
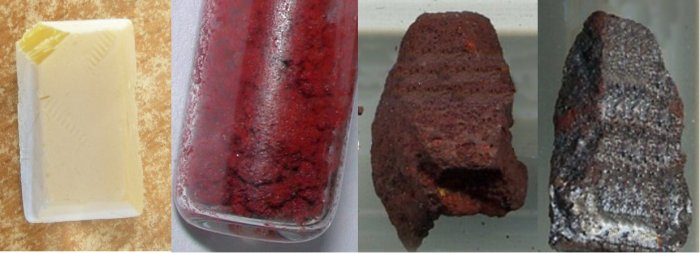
Phosphor in seinen Modifikationen
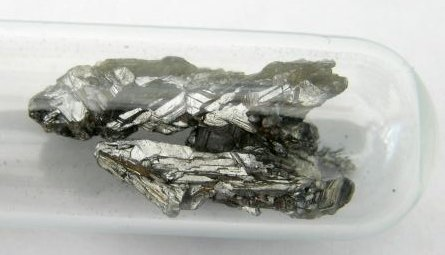
Graues Arsen in kristalliner Form
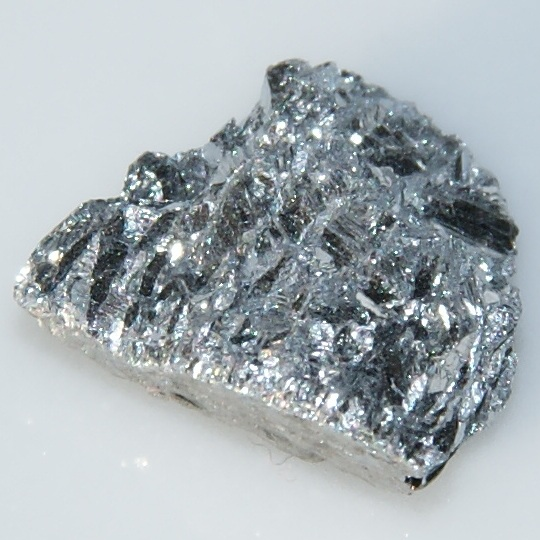
Antimon
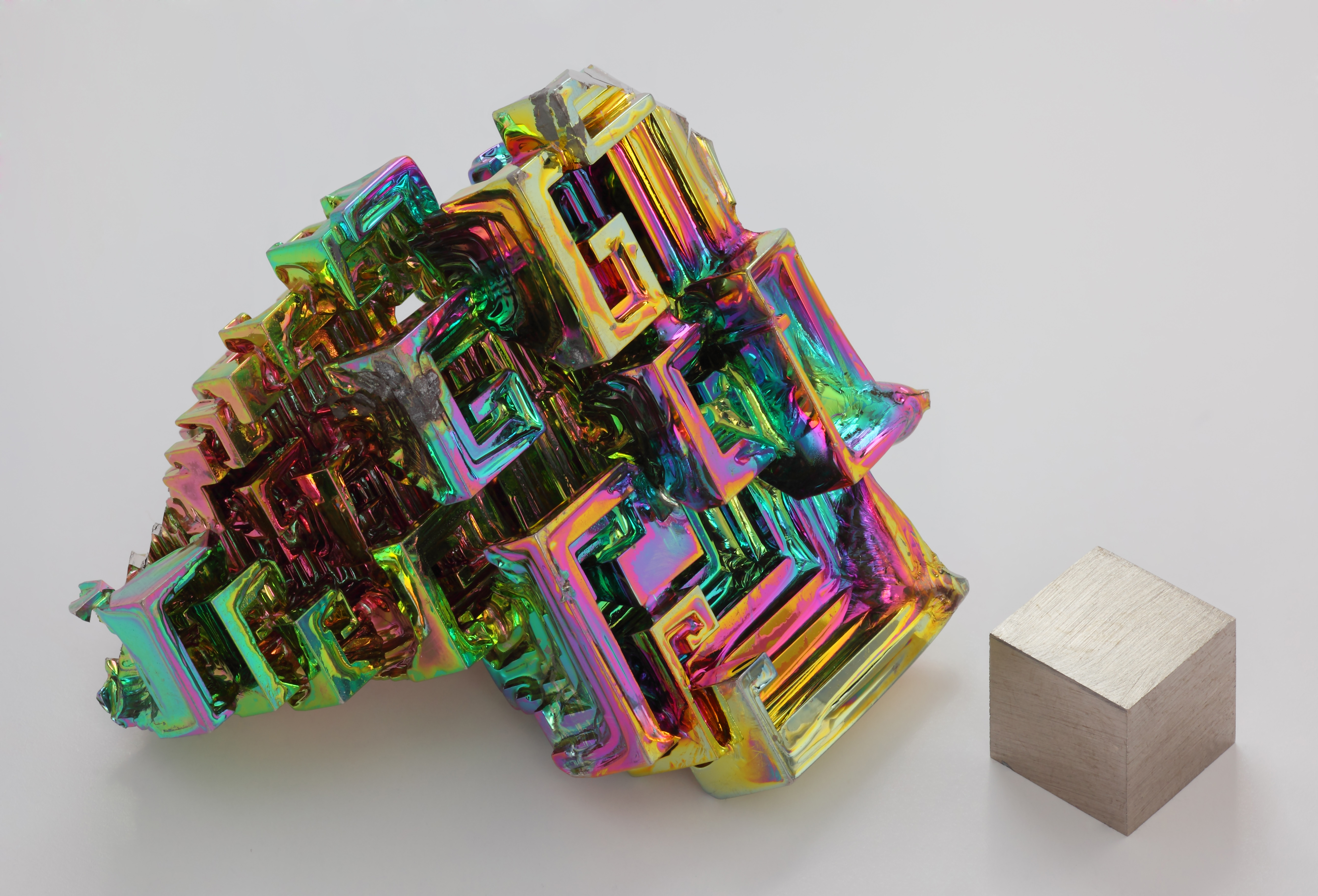
Bismut mit bunten Anlauffarben
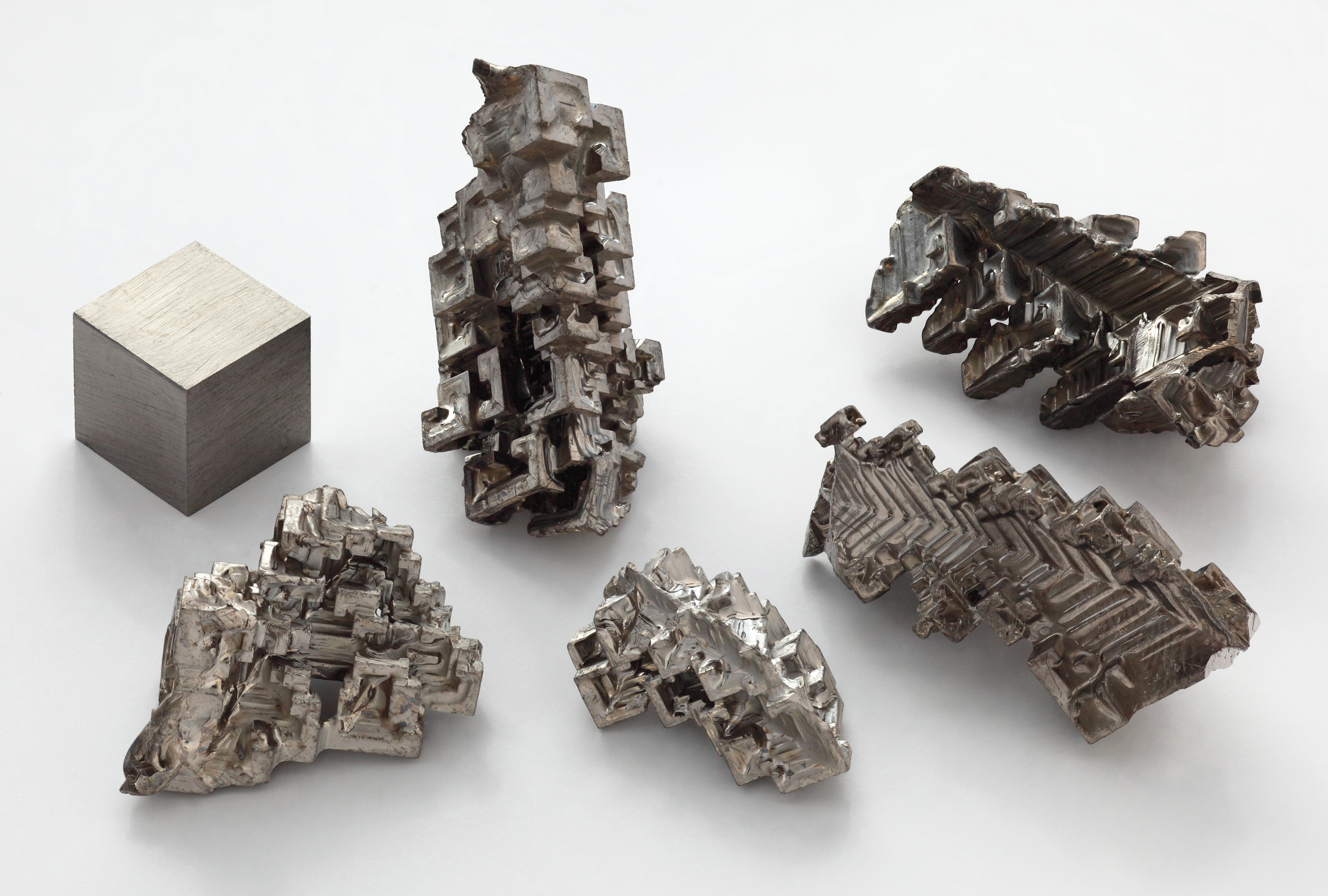
Bismut mit oxidfreier Oberfläche